# The Marriage of Arthur
The Marriage of Arthur è un cortometraggio muto del 1916 scritto, diretto e interpretato da Rupert Julian. Nel cast, anche la moglie di Julian, l'attrice Elsie Jane Wilson, Hallam Cooley e Carl de V. Hundt.

## Produzione
Il film, prodotto dalla Universal Film Manufacturing Company (come Laemmle), venne girato negli Universal Studios al 100 di Universal City Plaza a Universal City.

## Distribuzione
Distribuito dalla Universal Film Manufacturing Company, il film - un cortometraggio in due bobine - uscì nelle sale cinematografiche statunitensi il 7 maggio 1916.